# Dora de Phillippe
Dora de Phillippe (París, 1887 - [...?]) fou una soprano lírica francesa.
S'educà en el convent del Sagrat Cor, de París. El 1909 es casà amb Arthur S. Phinney. Va debutar desenvolupant el rol de Madame Butterfly en la producció original anglesa, assolint 300 representacions: desenvolupà primers papers en l'Òpera Nacional del Canadà i en la Gran Òpera de Chicago: estrenà Il segreto di Susanna de Wolf-Ferrari al Canadà; creà la protagonista de A Princess of Kensington (1903) d'Edward German, i va alternar amb Leo Slezak, Luisa Tetrazzini, Ferrara-Fontana, Charles Dalmorès i altres notables artistes.